# Otto Lange (Maler, 1924)
Otto Lange (* 1924 in Delmenhorst, Niedersachsen; † 24. Dezember 2008 in Eppstein, Hessen) war ein deutscher Maler und Musiker.

## Leben
Otto Lange wuchs am Rande der Stadt Delmenhorst in Niedersachsen auf, bereits als kleiner Junge war er musikbegeistert (Flöte, Cello und Klavier).
Während des Zweiten Weltkrieges spielte er in einem Orchester der Wehrmacht. Mit 20 Jahren kam er nach wenigen Wochen an der Ostfront verletzt in sowjetische Gefangenschaft nach Kasachstan. Auf Grund von Typhus, Malaria und schweren Verletzungen durch die Zwangsarbeit im Bergwerk wurde er als zur Grubenarbeit ungeeignet gehalten und arbeitete als Buchhalter in der Lagerküche.
Nach seiner Rückkehr aus Russland 1949 heiratete er die Schwester eines Mitgefangenen, Irmgard. Aus der Ehe gingen zwei Kinder hervor. Lange entschloss sich, die Geflügelzucht seines Vaters zu intensivieren. Dieses Geschäft lief sehr erfolgreich, war aber zeitaufwändig, so dass Lange nur noch wenig Zeit für die Kunst (Hausmusik und jetzt auch Malerei) blieb.
1983 gab Lange seinen Betrieb auf und zog sich nach Norditalien an die ligurische Küste zurück. Er malte fast täglich ein Bild.
Seit Mitte der 1990er Jahre wurde er durch mehrere schwere Krankheiten aus diesem Rhythmus herausgerissen. Es folgten bis 1998 verschiedene schwere Operationen.
Seinen persönlichen Stil entwickelte Lange vor allem in der Komposition seiner Farben, bei Landschaften, Stillleben oder abstrakten Bildern.
Seit 2005 lebte Otto Lange im Taunus, wo er am 24. Dezember 2008 verstarb.